# Grup de la franckeïta
El grup de la franckeïta és un grup de minerals de la classe dels sulfurs format per tres espècies: la coiraïta, la franckeïta i la ramosita. La coiraïta i la ramosita cristal·litzen en el sistema monoclínic mentres que la franckeïta ho fa en el sistema triclínic. Aquesta darrera espècie, que dona nom al grup, és anomenada d'aquesta manera en honor dels enginyers de mines Carl i Ernest Francke.
| Espècie    | Fórmula                    |
| ---------- | -------------------------- |
| Coiraïta   | (Pb,Sn)12.5Sn₅FeAs₃S28     |
| Franckeïta | Fe2+(Pb,Sn2+)₆Sn4+₂Sb₂S14  |
| Ramosita   | Pb25.7Sn8.3Mn3.4Sb6.4S56.2 |

Segons la classificació de Nickel-Strunz els minerals d'aquest grup pertanyen a "02.HF: Sulfosals de l'arquetip SnS, amb SnS i unitats d'estructura de l'arquetip PbS» juntament amb els següents minerals: vrbaïta, cilindrita, incaïta, levyclaudita, potosiïta, abramovita i lengenbachita.